# Kleinfurra
Kleinfurra ist eine Gemeinde im thüringischen Landkreis Nordhausen. Erfüllende Gemeinde ist die Stadt Bleicherode.

## Lage
Kleinfurra liegt am Fuß der Hainleite, einem kleinen Mittelgebirge im Norden Thüringens, im Tal der Wipper. Die Kreisstadt Nordhausen liegt unweit etwas nördlich. Im Osten von Kleinfurra liegt die Stadt Sondershausen, westlich Bleicherode.
Die Ortsteile Kleinfurra und Rüxleben liegen im Süden der Gemarkung südlich bzw. nördlich an der Wipper. Der Ortsteil Hain liegt etwa 1,5 Kilometer nördlich davon.
Der periodisch wasserführende Wernröder Bach mündet in Kleinfurra in die Wipper.

### Nachbarorte
| Werther (Thüringen) | Nordhausen                                  | Heringen/Helme |
| Wolkramshausen      | Kompassrose, die auf Nachbargemeinden zeigt |                |
| Hainrode            | Wernrode und Straußberg                     | Großfurra      |

## Geschichte
Kleinfurra wurde 822 bis 842 erstmals urkundlich erwähnt. Das Rittergut wurde zuerst von der Familien Telemann und später der Familie Herrmann bewirtschaftet (historische Grabsteine auf dem Friedhof). Das Dorf ist traditionell landwirtschaftlich geprägt, obwohl der Weg zur Arbeit durch den günstigen Bahnanschluss nie weit war.
Am 1. Juli 1950 wurde die bis dahin eigenständige Gemeinde Rüxleben eingegliedert.
Die Bauern gingen wie überall in der DDR ab 1952 den Weg der Kollektivierung.

## Politik

### Bürgermeister
Seit 2022 ist Thomas Günzelmann von der Wählervereinigung „Bürger für Kleinfurra“ Bürgermeister von Kleinfurra. Er wurde mit 96,9 Prozent der Stimmen gewählt.

### Gemeinderat
Der Gemeinderat in Kleinfurra besteht aus zwölf Ratsmitgliedern, die seit der Kommunalwahl am 26. Mai 2024 alle der Wählervereinigung „Bürger für Kleinfurra“ angehören.

### Wappen
Beschreibung: „In Silber ein grünes Winkelschildhaupt, belegt mit einem silbernen Lindenblatt, unterhalb begleitet von je einem grünen Lindenblatt, darunter im Schildfuß ein blauer Wellenbalken.“

## Infrastruktur

### Verkehr

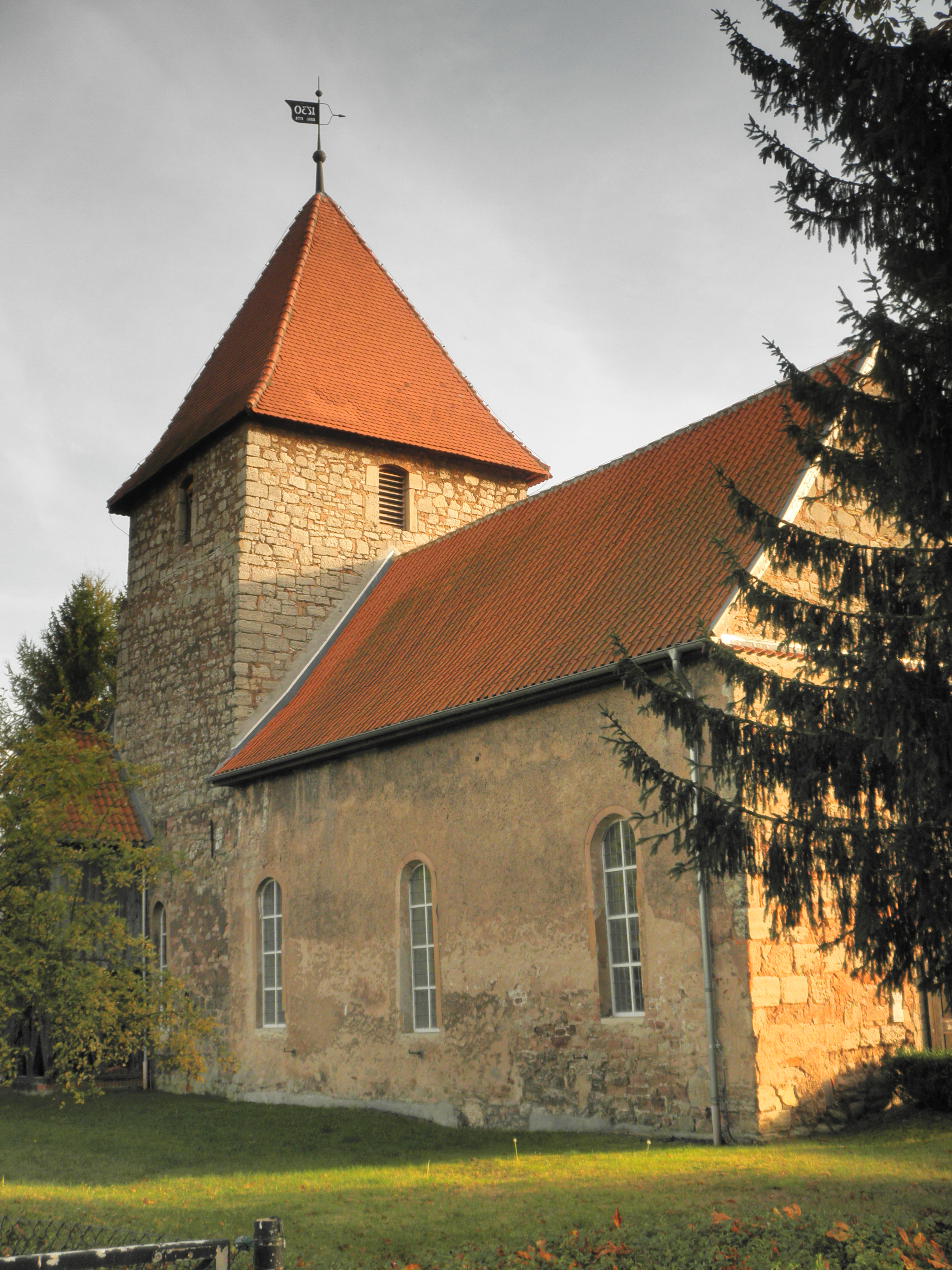
Kirche St. Annen in Kleinfurra

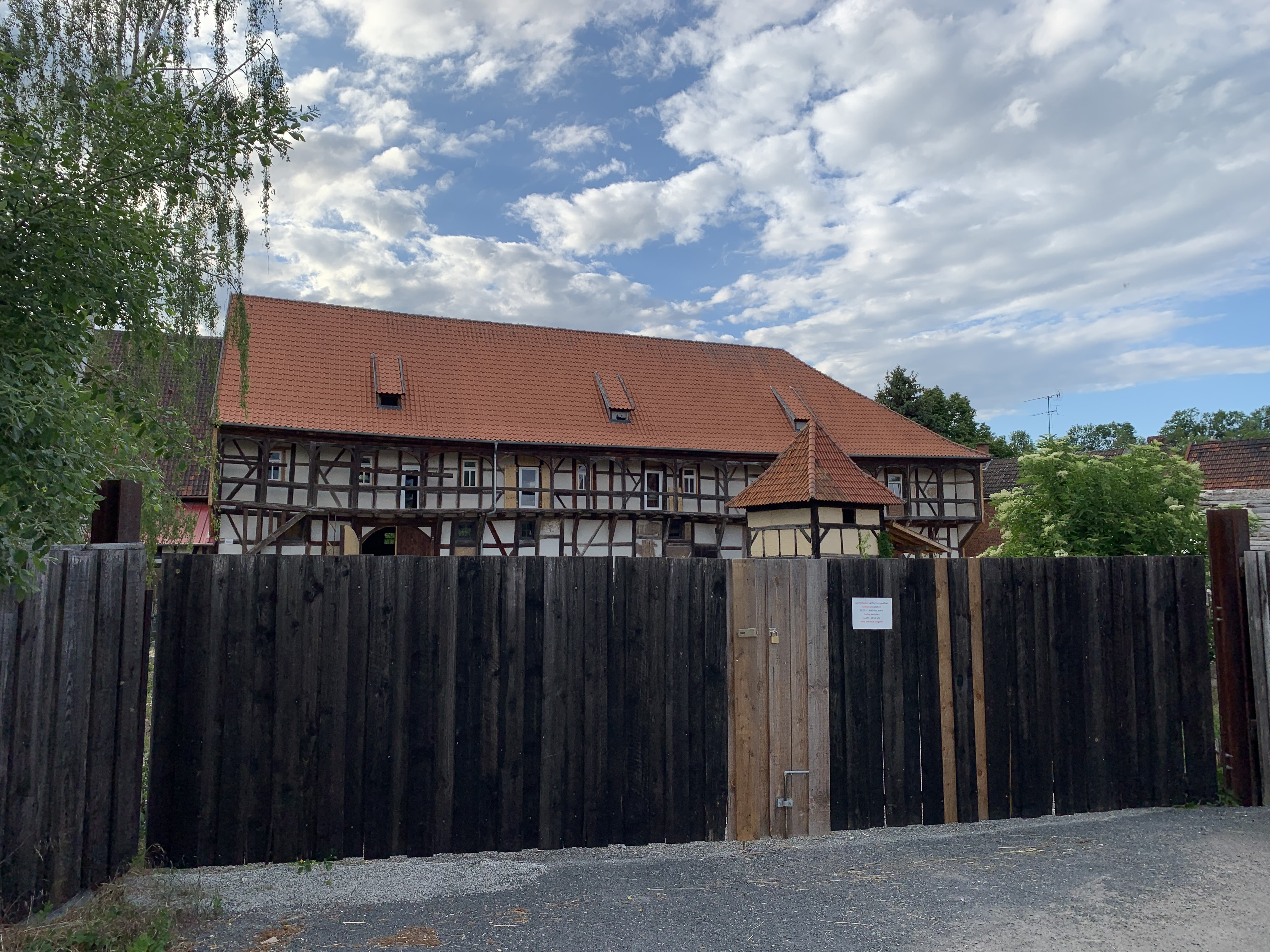
Rittergut Kleinfurra Wirtschaftsgebäude

Kleinfurra hat einen Bahnhof an der Bahnstrecke Nordhausen–Erfurt. Die Buslinie 291 verbindet den Ort mit Nordhausen und einigen Ortsteilen der benachbarten Landgemeinde Bleicherode.
In der Nähe von Kleinfurra kreuzen sich die Landesstraße 1034 von Sondershausen nach Wipperdorf und die Landesstraße 2083 Nordhausen–Immenrode. Die Bundesstraße 4 verläuft nordöstlich des Ortsteils Hain.
Das Ultraleichtfluggelände Hain liegt etwa 2,5 km nordöstlich der Ortsmitte im Ortsteil Hain.
Südlich von Kleinfurra liegt ein kleines Gewerbegebiet, inklusive eines Solarparks. Ein Supermarkt, ein Kindergarten sowie diverse Einzelhändler decken Bedürfnisse des täglichen Bedarfs.

### Bauwerke
- Biogasanlage am Kuhstall Rüxleben
- Tierfriedhof Kleinfurra
- Jugendclub Kleinfurra/Rüxleben
- Kirche St. Annen
- Ehemaliges Rittergut Kleinfurra

## Vereine
- Rüxleben e. V.
- Kirmesburschen Rüxleben
- Sportverein SV Kleinfurra 1911 e. V.
- Freiwillige Feuerwehr Rüxleben e. V.
- Kirmesburschen Kleinfurra
- Hundesportortsverein Kleinfurra e. V.
- Chorgemeinschaft Kleinfurra/Rüxleben
- Hainer Kirmesgesellschaft e. V.

## Söhne und Töchter der Gemeinde
- Hartmut Renner (* 18. Dezember 1951), Metallbildhauer